# 미야슨도코로
미야슨도코로/미야스도코로 (御息所 / 御息所)
- 천황의 휴식처
- 황후・중궁의 하위의 궁녀. 뇨고(女御), 코이(更衣)는 물론, 그 밑에 있으며, 천황의 총애를 받은 궁녀들의 총칭.
- 친왕비

## 개요
미야슨도코로(御息所)는 말 그대로 천황의 휴식처를 의미했다. 그러나 점차 천황의 침소에서 시중드는 궁녀를 의미하게 되었다. 황자・황녀를 낳은 뇨고(女御), 코이(更衣)를 가리키는 설도 있지만, 일반적으로는 천황에게 총애를 받은 뇨고(女御), 코이(更衣) 등을 제외한 후궁 여성을 가리키는 호칭으로 사용되었다. 나이시노카미(尚侍)를 가리키는 경우도 있고, 천황의 어머니를 다이미야슨도코로(大御息所)라고 부르는 예도 있다. 후에 뇨고(女御), 코이(更衣)를 가리켜 미야슨도코로(御息所)라는 호칭이 사용되지 않게 되면서, 점차 황태자비나 친왕비를 가리키는 단어로 정착되었다.

## 관련 목록
- 태황태후
- 황태후
- 황후
- 중궁
- 준후
- 황태자비
- 친왕비
- 뇨고
- 코이
- 궁인
- 로쿠죠노미야슨도코로 - 『겐지모노가타리』에 등장하는 가공의 동궁비